# عمران علي (لاعب كريكت باكستاني)
عمران علي (14 أغسطس 1985 في باكستان - ) هو لاعب كريكت باكستاني.

## وصلات خارجية
- عمران علي (لاعب كريكت باكستاني) على موقع إي آس بي آن كريك إنفو (الإنجليزية)